# 님의 침묵
《님의 침묵》은 한용운의 시로, 같은 이름의 시집 《님의 침묵》에 실린 표제시이다.

## 전문
님의 침묵

                       한용운

  님은 갔습니다. 아아, 사랑하는 나의 님은 갔습니다.

  푸른 산빛을 깨치고 단풍나무 숲을 향하여 난 작은 길을 걸어서 차마 떨치고 갔습니다.

  황금의 꽃같이 굳고 빛나던 옛 맹세는 차디찬 티끌이 되어서 한숨의 미풍에 날아갔습니다.

  날카로운 첫 키스의 추억은 나의 운명의 지침을 돌려 놓고 뒷걸음쳐서 사라졌습니다.

  나는 향기로운 님의 말소리에 귀먹고 꽃다운 님의 얼굴에 눈멀었습니다.

  사랑도 사람의 일이라 만날 때에 미리 떠날 것을 염려하고 경계하지 아니한 것은 아니지만, 이별은 뜻밖의 일이 되고 놀란 가슴은 새로운 슬픔에 터집니다.

  그러나 이별을 쓸데없는 눈물의 원천으로 만들고 마는 것은 스스로 사랑을 깨치는 것인 줄 아는 까닭에 걷잡을 수 없는 슬픔의 힘을 옮겨서 새 희망의 정수박이에 들어부었습니다.

  우리는 만날 때에 떠날 것을 염려하는 것과 같이 떠날 때에 다시 만날 것을 믿습니다.

  아아, 님은 갔지마는 나는 님을 보내지 아니하였습니다.

  제 곡조를 못 이기는 사랑의 노래는 님의 침묵을 휩싸고 돕니다.

위키문헌에 이 글과
관련된 원문이 있습니다.
님의 침묵

## 해설
《님의 침묵》은 님이 떠나 버린 슬픔을 누군가에게 호소하는 듯한, 또는 혼자서 독백을 하는 듯한 형식으로 되어 있다. 윤회 사상에 바탕을 두고 있으며 님에 대한 사랑과 기다림을 효과적으로 표현하기 위해 경어체를 사용하여 내용을 더욱 호소력 있게 전달한다.
《님의 침묵》에서 "노래"와 "침묵"은 화자와 "님"의 관계를 이해하는 데 핵심이 되는 시어이다. 한용운은 시 《반비례》에서 "당신이 노래를 부르지 아니하는 때에 당신의 노랫가락은 역력히 들립니다그려 /  당신의 소리는 침묵이에요"라고 했다. 침묵이라는 부재의 상태에서 "님"의 실재를 본 것이다. 화자는 "님"을 향해 "노래"를 부르는데, 시 《나의 노래》에서 "나의 노래가 산과 들을 지나서 멀리 계신 님에게 들리는 줄"을 안다고 했다. 이는 화자가 자신의 노래에 "님"과 근원적으로 소통할 수 있는 힘을 부여한 것으로 볼 수 있다.

## 같이 보기
- 님의 침묵 (시집)